# جزایر مارکیز
جزایر مارکیز (به فرانسوی:  îles Marquises) یک سکونتگاه مسکونی در فرانسه است که در اقیانوس آرام واقع شده‌است.
تحقیقات باستان‌شناسی نشان می‌دهد که این جزایر مدتی پس از قرن نهم و پیش از قرن یازدهم میلادی توسط کاوشگران بومی اهل پلی‌نزی غربی مسکونی شده‌اند. در طول قرن‌های بعد، این مهاجران «فرهنگ و زبان و ژنتیک کاملاً یکدستی» ایجاد کردند.

## خصوصیات
جزایر مارکیز ۹٬۲۶۴ نفر جمعیت دارد و ۱٬۲۳۰ متر بالاتر از سطح دریا واقع شده‌است.